# Mohamed Abdou Madi
Mohamed Abdou Madi, né en 1956 à Mjamaoué, est un homme politique comorien.

## Biographie
Il est Premier ministre des Comores du 2 janvier 1994 au 14 octobre 1994, date où il est remplacé par Halifa Houmadi.